# Kuniko Ozaki
Kuniko Ozaki (尾崎久仁子, Ozaki Kuniko), née en 1956, est une juriste et diplomate japonaise, ancienne juge de la Cour pénale internationale.

## Formation et carrière
Kuniko Ozaki est diplômée de l'Université de Tokyo en 1978 et de l'université d'Oxford en 1982. Par la suite, elle travaille au ministère japonais des Affaires étrangères. De 2006 à 2009, elle est directrice de la Division des traités à l'Office des Nations unies contre la drogue et le crime (ONUDC). En outre, elle est professeur de droit international dans plusieurs universités, notamment celle de Tohoku.
Le 20 janvier 2010, elle prend ses fonctions en tant que juge de la Cour pénale internationale. Bien qu'elle ne soit pas avocate, elle bénéficie d'une grande expertise du droit international et de son expérience au ministère  japonais de la Justice.
Elle est présidente de la Chambre V, où sont jugés quatre kényans accusés de crimes contre l'humanité,. Jusqu'en 2016, elle sert aussi comme juge de la Chambre III, qui traite de l'affaire Jean-Pierre Bemba,.
En octobre 2013, Kuniko Ozaki s'exprime dans une opinion dissidente contre la décision d'autoriser le président kényan Uhuru Kenyatta à ne pas assister à l'ensemble de son procès à La Haye,. En 2014, la chambre qu'elle préside ordonne finalement au président de comparaître physiquement, ce qui constitue une première pour un chef d’État devant la CPI.
Début 2019, alors qu'elle doit participer au délibéré concernant Bosco Ntaganda, elle occupe désormais, à mi-temps, les fonctions d'ambassadrice du Japon en Estonie. L'équipe de Défense demande alors une récusation arguant du droit au procès équitable et du fait que cette activité serait en contradiction avec l'article 40 du Statut de Rome relatif à l'indépendance des juges. La requête est rejetée alors que quelques jours plus tôt, la juge avait présenté sa démission d'ambassadrice au gouvernement japonais qui l'avait acceptée. En novembre 2019, elle quitte la Cour ; Olga Herrera-Carbuccia est désignée pour la remplacer dans la poursuite du délibéré relatif à Ntaganda,.